# Corydoras loretoensis
Corydoras loretoensis es una especie de pez de la familia Callichthyidae en el orden de los Siluriformes.

## Morfología
Los machos pueden llegar a alcanzar los 3,6 cm de longitud total.

## Distribución geográfica
Se encuentran en Sudamérica: curso superior del río Amazonas.